# Borussia Mönchengladbach
Borussia Mönchengladbach je německý sportovní klub, který sídlí ve městě Mönchengladbach, v Severním Porýní-Vestfálsku. Borussia (což v latině znamená Prusko) hraje na stadionu v Borussia Parku s kapacitou přes 54 000 míst. Tým nese přezdívku Die Fohlen, neboli Hříbata. Jeho vznik se datuje do 1. srpna 1900. Úspěšným obdobím jsou 70. léta minulého století, kdy se Borussia stala pětkrát mistrem Německa, získala domácí pohár a čtyřikrát dokráčela do finále Poháru UEFA, přičemž jej roku 1975 a roku 1979 vyhrála. Při berlínských Olympijských hrách 1936 reprezentoval německý národní tým mimo jiné i Heinz Ditgens. Ten byl vůbec prvním reprezentantem hrajícím za Borussii. Rivalem Borussie Mönchengladbach je 1. FC Köln (Rheinisches Derby). Dalšími rivaly jsou Bayern München, Bayer Leverkusen a Borussia Dortmund.
Nejvíce zápasů za Borussii odehrál německý fotbalista Berti Vogts s 419 starty. Mezi nynějšími hráči se v počtu zápasů tyčí belgický obránce a kapitán týmu Filip Daems. Nejlepším střelcem historie klubu je jednoznačně Jupp Heynckes s téměř dvěma sty góly. S Borussií spojilo své kariéry také několik českých fotbalistů, například Ivo Ulich, František Straka, Milan Fukal, Tomáš Galásek, Marek Heinz anebo Václav Svěrkoš.
Mimo mužský fotbalový oddíl má sportovní klub i jiné oddíly, mj. oddíl ženského fotbalu, házené a stolního tenisu.

## Historie

### Založení klubu a dvě poválečná období (1900–1960)
Borussia vznikla 1. srpna 1900. V roce 1903 byla přijata do soutěže s dalšími kluby v oblasti Porýní a Vestfálska. O sedm let později byl klub zapsán do registru klubů pod názvem FK Borussia 1900. Roku 1912 se tento klub z Mönchengladbachu probojoval do tehdejší nejvyšší soutěže (Verbandsliga). Když v březnu 1919 došlo ke sloučení Borussie se spolkem Turnverein Germania 1889, vznikl nový klub VfTuR 1889 M.Gladbach. Na jaře roku 1920 vyhrál nově vzniklý klub západoněmecké mistrovství, jelikož ve finálovém prodloužení přemohl kolínský Kölner BC poměrem 3:1.

Následující rok se VfTuR 1889 M.Gladbach rozpadl a na jeho místech vznikl klub Borussia VfL 1900 e.V. M. Gladbach.
Po druhé světové válce se lidé vrátili k fotbalu, Borussia začala opět fungovat počínaje červnem v roce 1946. Roku 1949 se podařilo postoupit do druhé divize a rok nato mezi prvoligové týmy západoněmecké nejvyšší soutěže, Oberligy. Na začátku 50. let se Borussia etablovala a v sezóně 1958/59 vybojovala svůj první titul. V srpnu 1960 přišel triumf v Západoněmeckém poháru proti Kölnu (česky: Kolín) po výhře 3:1. O několik týdnů později se do vitríny pro trofeje zařadil rovněž pohár DFB, když Borussia přehrála výsledkem 3:2 Karlsruhe. V témž roce se stala prvním klubem z Německa, který se zúčastnil úvodního ročníku Poháru vítězů pohárů. Ve čtvrtfinále Borussia nestačila na Glasgow Rangers.

### Založení Bundesligy a úspěšná 70. a 80. léta (1960–1990)
Na začátku 60. let byla ustanovena nová ligová soutěž – Bundesliga – přetrvávající do dnešních dní. Borussia se mezi tyto týmy zařadila roku 1965 pod vedením trenéra Hennese Weisweilera, za jehož působení se tým začal přezdívat Hříbata, neboť Weisweiler se orientoval na mladé hráče.
Weisweiler stvořil tým schopný sesadit z trůnu šampiona z Mnichova a v sezóně 1969/70 se zasloužil o bundesligové prvenství. Ani další rok Bayern Mnichov neslavil a naopak Borussie ano, stala se navíc prvním týmem, který dosáhl obhajoby. Zvláštní incident se udál ve 27. kole – to se v Mönchengladbachu představil Werder Bremen (česky: Brémy). Soupeřův přímý kop Güntera Netzera pár minut před koncem byl natolik prudký, že zlomil brémskou dřevěnou branku a rozhodčí se rozhodl utkání ukončit a fotbalový svaz přisoudil body Brémám. Poničená branka je součástí klubového muzea.
Klub se stal dominantní silou na německé fotbalové scéně a usiloval také o prestiž v Evropě. Sezóna 1972/73 přinesla druhou trofej z domácího poháru DFB a v Poháru UEFA se Borussia probojovala do finále. Poslední utkání ale nezvládla a padla proti Liverpoolu. Tuto mezinárodní soutěž nakonec porýnský tým vyhrál v přespříští sezóně 1974/75 a navázal tak na zisk třetího mistrovského titulu. S odchodem Weisweilera se tým vypořádal tak, že angažoval Udo Latteka, který pozvedl mužstvo k dalším dvěma titulům v sezónách 1975/76 a 1976/77. O historické vítězství ve finále Poháru mistrů evropských zemí připravil Borussii opět anglický Liverpool.
Ačkoliv další období již nebylo tak nabyté úspěchy, udály se historické mezníky jako rekordní vítězství 12:0 nad Borussií Dortmund 29. dubna 1978, nejvyšší vítězství v rámci Bundesligy od jejího vzniku. V sezóně 1978/79 se tým přiblížil znovuzískání evropské trofeje, ve finále Poháru UEFA proti jugoslávskému CZ Bělehrad ale tým prohrál. Finálové utkání v Poháru UEFA proti Eintrachtu Frankfurt v roce 1980 dopadlo rovněž prohrou. Finále domácího poháru roku 1984 zase Borussia prohrála s Bayernem, a to až na penalty. V ročníku Poháru UEFA 1986/87 bylo další finále na dosah, ale proti byl skotský Dundee United.

### Boj o udržení, sestup do 2. Bundesligy a návrat (1990–2010)
Perioda 90. let byla pro klub z Porýní komplikovaná a tým zapadl mezi průměrné týmy uprostřed prvoligové tabulky. Hannover uštědřil Borussii další porážku ve finále, tentokrát v německém poháru v ročníku 1991/92. V ročníku 1994/95 ale tým další finále domácího poháru již zvládl a získal tak třetí trofej v oné soutěži. Jenže výsledky se zhoršovaly a v roce 1999 klub sestoupil.
V roce 2004 se klub přemístil na moderní stadion Borussia Park. Mezi roky 2000 až 2010 se Borussia znovu vrátila do 1. Bundesligy, aby o pár let poté opět spadla, pobyt mezi druholigovými týmy ale trval jen rok a v sezóně 2008/09 byl tým znovu prvoligovým nováčkem. Následovala umístění na 15. a pak 12. místě. Záchranářské boje usnadňovala líheň talentovaných fotbalistů jako Tony Jantschke, Patrick Herrmann a Marco Reus.

### Útok na horní polovinu tabulky (2010–2020)
Poté co převzal trenérskou pozici Lucien Favre se Borussia vzchopila a dosáhla třetího místa v ročníku 2014/15. Favre se popasoval s narušenou osou týmu, způsobenou odchodem beankáře ter Stegena (Barcelona), stopera Danteho (Bayern), záložníka Neustädtera (Schalke) a útočníka Reuse (Dortmund), kteří posílili konkurenci. Zastoupili je brankář Yann Sommer, Patrick Herrmann nebo Max Kruse.
Ligovou porážku poznali hráči až v 11. kole na půdě Dortmundu, kde tým prohrál 0:1 kvůli vlastnímu gólu Kramera.
Na jaře si tým vyšlápl na pozdějšího mistra Bayern Mnichov, vedený tou dobou Pepem Guardiolou. Mönchengladbach vyhrál v Allianz Areně 2:0 a navázal na domácí remízu 0:0 z podzimu.
V ročníku 2015/16 se Borussia představila v Lize mistrů, a to po 37 letech.
V průběhu září ale odstoupil kouč Favre, ještě před začátkem skupinových zápasů, neboť tým špatně odstartoval v lize a v úvodních pěti zápasech pětkrát prohrál.
Dočasným trenérem se stal André Schubert, který vedení klubu přesvědčil a v listopadu podepsal smlouvu na dva roky. Schubert v úvodních sedmi zápasech Bundesligy neprohrál, ale ve skupině Ligy mistrů tým v konkurenci Manchesteru City, Juventusu a Sevilly neuspěl a skončil poslední, čtvrtý.
Čtvrtého místa tým dosáhl i v Bundeslize v konečné tabulce a Mönchengladbach tak získal do další sezóny možnost znovu se předvést evropskému publiku.
Do sezóny 2016/17 zamířil tým bez středopolaře Granita Xhaky (přestoupil do Arsenalu) a středního obránce Håvarda Nordtveita (konec smlouvy). Dorazil střední obránce Jannik Vestergaard, jenž přišel podpořit již tak mladou obranu zahrnující devatenáctileté stopery Nica Elvediho a Andrease Christensena. Hostování středopolaře Christopha Kramera se podařilo přeměnit v trvalý přestup. Ve skupině Ligy mistrů Borussia nestačila velkoklubům Barceloně a Manchesteru City a skončila třetí před Celtikem. Pouť Evropskou ligou zakončila v osmifinále. V ligové soutěži se také vlivem evropského tažení nedařilo a konečným umístěním byla devátá pozice, tedy uprostřed finální tabulky.
Minimálně rokem bez evropských pohárů měl „Hříbata“ provázet trenér Dieter Hecking, který vystřídal svého předchůdce Schuberta už během uplynulé sezóny. Dále v týmu nepůsobil kreativní záložník Mahmoud Dahoud, který zamířil do Borussie Dortmund, od té ale dorazil obránce Matthias Ginter. Také odešel obránce Nico Schulz. Tým měl spoléhat na ofenzivního záložníka a nejlepšího střelce Larse Stindla. Po polovině běhu byl tým evropských pohárům ze šestého místa na dosah, ovšem nevyrovnanost výsledků, kdy se jen jednou podařilo vyhrát v lize dvakrát po sobě, mužstvo srážela. Hecking spoléhal na totožnou sestavu čítající šestigólové tahouny Thorgana Hazarda a Raffaela. Gólovou bilanci narušily prohry 1:6 venku s Borussií Dortmund a 1:5 doma s Leverkusenem. Na jaře se týmu chytla série čtyř porážek a ve 30. kole porážka 1:5 od již jistého mistra Bayernu Mnichov. Borussia tak skončila znovu devátá.
Vymanit se z prostředku tabulky mělo mužstvo za pomoci nejdražší posily klubové historie, útočníka jménem Alassane Pléa. Trenér Hecking se držel svého rozestavení vzadu již postrádajícího Vestergaarda, spoléhal na formu Hazarda a na podzim sezóny 2018/19 v domácím prostředí vyzrál na každého ligového soupeře. Fiasko ve druhém kole domácího poháru (0:5 proti Leverkusenu) kompenzovala výhra 3:0 venku na půdě Bayernu. Hazard sehrál roli u třetiny gólů „Hříbat“, zaznamenal 10 gólů a 10 asistencí a pomohl k páté příčce zaručující návrat do Evropy. Ligu mistrů vybojoval v závěrečných kolech Leverkusen a na M'gladbach zbyla Evropská liga.
Do sezóny 2019/20 vedl fotbalový tým nový trenér Marco Rose, který se musel popasovat se ztrátou v podobě odcházejícího Hazarda. Vzhledem ke zraněním Stindla a Raffaelově ztrátě formy měl útok vést Pléa za podpory nadějných posil Breela Embola a Marcuse Thurama. Oporou byl brankář Yann Sommer, díky němuž „Hříbata“ bojovala v průběhu podzimu o první místo s Lipskem a Borussií Dortmund, zatímco se Bayern Mnichov hledal. Pohárové neúspěchy obsahovaly vyřazení ve druhém kole německého poháru od „druhé“ Borussie a nepostup ze skupiny Evropské ligy. V té M'gladbach na úvod podlehl Wolfsbergeru 1:4 a později doma prohrál také proti İstanbulu Başakşehir. Ačkoli Bayern ligu opět ovládl, podařilo se M'gladbachu udržet čtvrté místo znovu před Leverkusenem, čímž si poprvé od sezóny 2015/16 zajistil Ligu mistrů UEFA.
Nadále pod trenérem Marcem Rosem se M'gladbach v sezóně 2020/21 prezentoval hrou založenou na protiútocích a využívající standardních situací. Mužstvo po podzimu drželo přední pozice a souběžně se kvalifikovalo do osmifinále Ligy mistrů UEFA, když postoupilo ze skupiny společně s Realem Madrid na úkor Interu Milán a Šachtaru Doněck. Tým táhli obránce Matthias Ginter a záložníci Jonas Hofmann, Christoph Kramer a Lars Stindl. Jarní část sezóna se nepovedla a tým přišel o příčky zajišťující evropské poháry, skončil totiž osmý. Už začátkem roku 2021 byl oznámen letní odchod trenéra Roseho, jehož měl vystřídat Adi Hütter. Právě v průběhu ledna se týmu podařilo vyhrát 3:2 proti Bayernu Mnichov navzdory brzkému dvougólovému manku, ten jim porážku oplatil v květnu výsledkem 6:0.

## Historické názvy
Zdroj:
- 1900 – FK Borussia 1900 (Fußballklub Borussia 1900)
- 1919 – fúze s TV Germania 1889 ⇒ VfTuR 1889 München-Gladbach (Verein für Turn- und Rasensport 1889 München-Gladbach)
- 1922 – Borussia VfL 1900 München-Gladbach (Borussia Verein für Leibesübungen 1900 München-Gladbach)
- 1950 – Borussia VfL 1900 Mönchen Gladbach (Borussia Verein für Leibesübungen 1900 Mönchen Gladbach)
- 1960 – Borussia VfL 1900 Mönchengladbach (Borussia Verein für Leibesübungen 1900 Mönchengladbach)

## Získané trofeje

### Vyhrané domácí soutěže
Zdroj:
- Fußballmeisterschaft / Bundesliga (5×)
  - 1969/70, 1970/71, 1974/75, 1975/76, 1976/77
- DFB-Pokal (3×)
  - 1959/60, 1972/73, 1994/95
- Westdeutsche Fußballmeisterschaft (1×)
  - 1919/20
- Niederrheinpokal (1×)
  - 1996/97‡ (‡ = ročník vyhrál rezervní tým)

### Vyhrané mezinárodní soutěže
- Pohár / Evropská liga UEFA (2×)
  - 1974/75, 1978/79

## Hráči

### Soupiska
Aktuální k datu: 21. květen 2020
| Číslo |           | Pozice | Hráč                            |
| ----- | --------- | ------ | ------------------------------- |
| 1     | Švýcarsko | B      | Yann Sommer (zástupce kapitána) |
| 4     | Francie   | O      | Mamadou Doucouré                |
| 5     | Německo   | Z      | Tobias Strobl                   |
| 6     | Německo   | Z      | Christoph Kramer                |
| 7     | Německo   | Z      | Patrick Herrmann                |
| 8     | Švýcarsko | Z      | Denis Zakaria                   |
| 10    | Francie   | Ú      | Marcus Thuram                   |
| 11    | Brazílie  | Ú      | Raffael                         |
| 13    | Německo   | Ú      | Lars Stindl (kapitán)           |
| 14    | Francie   | Ú      | Alassane Pléa                   |
| 16    | Guinea    | Z      | Ibrahima Traoré                 |
| 17    | Švédsko   | O      | Oscar Wendt                     |
| 18    | Rakousko  | O      | Stefan Lainer                   |

| Číslo |           | Pozice | Hráč            |
| ----- | --------- | ------ | --------------- |
| 19    | USA       | Z      | Fabian Johnson  |
| 21    | Německo   | B      | Tobias Sippel   |
| 22    | Slovensko | Z      | László Bénes    |
| 23    | Německo   | Z      | Jonas Hofmann   |
| 24    | Německo   | O      | Tony Jantschke  |
| 25    | Alžírsko  | O      | Ramy Bensebaini |
| 26    | Německo   | Ú      | Torben Müsel    |
| 28    | Německo   | O      | Matthias Ginter |
| 30    | Švýcarsko | O      | Nico Elvedi     |
| 31    | Německo   | B      | Max Grün        |
| 32    | Německo   | Z      | Florian Neuhaus |
| 36    | Švýcarsko | Ú      | Breel Embolo    |
| 37    | Anglie    | Z      | Keanan Bennetts |

### Významní hráči
- Jupp Heynckes (1963–1967, 1970–1978)
- Günter Netzer (1963–1973)
- Berti Vogts (1965–1979)
- Rainer Bonhof (1970–1978)
- Allan Simonsen (1972–1979)
- Lothar Matthäus (1979–1984)

### Čeští hráči
- František Straka (1988–1991)
- Ivo Ulich (2001–2005)
- Václav Svěrkoš (2003–2007)
- Marek Heinz (2004–2005)
- Milan Fukal (2004–2006)
- Tomáš Galásek (2009)

## Trenéři
| Období od          | Období do          | Trenér                                   |
| ------------------ | ------------------ | ---------------------------------------- |
| 1. července 1950   | 30. června 1951    | Heinz Ditgens, Paul Pohl, Werner Sottong |
| 1. července 1951   | 30. června 1953    | Fritz Pliska                             |
| 1. července 1953   | 30. června 1955    | Fritz Silken                             |
| 1. července 1955   | 30. června 1957    | Klaus Dondorf                            |
| 1. července 1957   | 30. června 1960    | Fritz Pliska                             |
| 1. července 1960   | 30. června 1962    | Bernd Oles                               |
| 1. července 1962   | 25. dubna 1964     | Fritz Langner                            |
| 1. července 1964   | 30. června 1975    | Hennes Weisweiler                        |
| 1. července 1975   | 30. června 1979    | Udo Lattek                               |
| 1. července 1979   | 30. června 1987    | Jupp Heynckes                            |
| 1. července 1987   | 21. listopadu 1989 | Wolf Werner                              |
| 22. listopadu 1989 | 25. září 1991      | Gerd vom Bruch                           |
| 26. září 1991      | 2. října 1991      | Bernd Krauss                             |
| 3. října 1991      | 6. listopadu 1992  | Jürgen Gelsdorf                          |
| 6. listopadu 1992  | 7. prosince 1996   | Bernd Krauss                             |
| 19. prosince 1996  | 29. listopadu 1997 | Hans Bongartz                            |
| 30. listopadu 1997 | 31. března 1998    | Norbert Meier                            |
| 1. dubna 1998      | 9. listopadu 1998  | Friedel Rausch                           |
| 12. listopadu 1998 | 30. června 1999    | Rainer Bonhof                            |
| 1. července 1999   | 1. března 2003     | Hans Meyer                               |
| 2. března 2003     | 21. září 2003      | Ewald Lienen                             |
| 22. září 2003      | 27. října 2004     | Holger Fach                              |
| 28. října 2004     | 1. listopadu 2004  | Horst Köppel                             |
| 2. listopadu 2004  | 17. dubna 2005     | Dick Advocaat                            |
| 18. dubna 2005     | 14. května 2006    | Horst Köppel                             |
| 1. července 2006   | 30. ledna 2007     | Jupp Heynckes                            |
| 1. února 2007      | 5. října 2008      | Jos Luhukay                              |
| 6. října 2008      | 18. října 2008     | Christian Ziege                          |
| 19. října 2008     | 28. května 2009    | Hans Meyer                               |
| 1. července 2009   | 13. února 2011     | Michael Frontzeck                        |
| 14. února 2011     | 20. září 2015      | Lucien Favre                             |
| 21. září 2015      | 21. prosince 2016  | André Schubert                           |
| 22. prosince 2016  | 30. června 2019    | Dieter Hecking                           |
| 1. července 2019   | –                  | Marco Rose                               |

## Umístění v jednotlivých sezonách
Stručný přehled
Zdroj:
- 1933–1936: Gauliga Niederrhein
- 1936–1939: Bezirksklasse Gruppe 1
- 1939–1940: Bezirksklasse Gruppe 4
- 1940–1943: 1. Klasse Niederrhein Gruppe 3
- 1943–1944: Bezirksklasse Gruppe 5
- 1947–1949: Landesliga Niederrhein Gruppe 3
- 1949–1950: II. Division West Gruppe II
- 1950–1951: Fußball-Oberliga West
- 1951–1952: II. Division West Gruppe II
- 1952–1957: Fußball-Oberliga West
- 1957–1958: II. Division West
- 1958–1963: Fußball-Oberliga West
- 1963–1965: Fußball-Regionalliga West
- 1965–1999: Fußball-Bundesliga
- 1999–2001: 2. Fußball-Bundesliga
- 2001–2007: Fußball-Bundesliga
- 2007–2008: 2. Fußball-Bundesliga
- 2008– : Fußball-Bundesliga

Jednotlivé ročníky
Zdroj:
Legenda: Z – zápasy, V – výhry, R – remízy, P – porážky, VG – vstřelené góly, OG – obdržené góly, +/- – rozdíl skóre, B – body, zlaté podbarvení – 1. místo, stříbrné podbarvení – 2. místo, bronzové podbarvení – 3. místo, červené podbarvení – sestup, zelené podbarvení – postup, fialové podbarvení – reorganizace, změna skupiny či soutěže
| Velkoněmecká říše (1933–1944)     |                                 |        |     |     |     |     |    |     |     |    |        |
| Sezóny                            | Liga                            | Úroveň | Z   | V   | R   | P   | VG | OG  | +/- | B  | Pozice |
| 1933/34                           | Gauliga Niederrhein             | 1      | 22  | 8   | 8   | 6   | 42 | 46  | -4  | 24 | 5.     |
| 1934/35                           | Gauliga Niederrhein             | 1      | 20  | 8   | 6   | 6   | 32 | 24  | +8  | 22 | 3.     |
| 1935/36                           | Gauliga Niederrhein             | 1      | 18  | 5   | 2   | 11  | 24 | 42  | -18 | 12 | 3.     |
| 1936/37                           | Bezirksklasse Gruppe 1          | 2      | ... | ... | ... | ... | 29 | 11  | +18 | 58 | 2.     |
| 1937/38                           | Bezirksklasse Gruppe 1          | 2      | ... | ... | ... | ... | 24 | 12  | +12 | 55 | 3.     |
| 1938/39                           | Bezirksklasse Gruppe 1          | 2      | ... | ... | ... | ... | 35 | 5   | +30 | 66 | 1.     |
| 1939/40                           | Bezirksklasse Gruppe 4          | 2      | ... | ... | ... | ... | 45 | 7   | +38 | 98 | 1.     |
| 1940/41                           | 1. Klasse Niederrhein Gruppe 3  | 2      | ... | ... | ... | ... | 41 | 7   | +34 | 92 | 1.     |
| 1941/42                           | 1. Klasse Niederrhein Gruppe 3  | 2      | ... | ... | ... | ... | 28 | 16  | +12 | 70 | 3.     |
| 1942/43                           | 1. Klasse Niederrhein Gruppe 3  | 2      | ... | ... | ... | ... | 27 | 9   | +18 | 56 | 2.     |
| 1943/44                           | Bezirksklasse Gruppe 5          | 2      | ... | ... | ... | ... | 28 | 8   | +20 | 75 | 1.     |
| Britská okupační zóna (1947–1949) |                                 |        |     |     |     |     |    |     |     |    |        |
| Sezóny                            | Liga                            | Úroveň | Z   | V   | R   | P   | VG | OG  | +/- | B  | Pozice |
| 1947/48                           | Landesliga Niederrhein Gruppe 3 | 2      | ... | ... | ... | ... | 18 | 18  | 0   | 40 | 6.     |
| 1948/49                           | Landesliga Niederrhein Gruppe 3 | 2      | ... | ... | ... | ... | 25 | 19  | +6  | 47 | 4.     |
| Německo (1949 –)                  |                                 |        |     |     |     |     |    |     |     |    |        |
| Sezóny                            | Liga                            | Úroveň | Z   | V   | R   | P   | VG | OG  | +/− | B  | Pozice |
| 1949/50                           | II. Division West Gruppe II     | 2      | 30  | ... | ... | ... | 80 | 55  | +25 | 40 | 2.     |
| 1950/51                           | Fußball-Oberliga West           | 1      | 30  | 9   | 7   | 14  | 47 | 72  | -25 | 25 | 14.    |
| 1951/52                           | II. Division West Gruppe II     | 2      | 28  | ... | ... | ... | 66 | 32  | +34 | 41 | 1.     |
| 1952/53                           | Fußball-Oberliga West           | 1      | 30  | 7   | 7   | 16  | 31 | 80  | -49 | 21 | 14.    |
| 1953/54                           | Fußball-Oberliga West           | 1      | 30  | 10  | 7   | 13  | 56 | 73  | -17 | 27 | 12.    |
| 1954/55                           | Fußball-Oberliga West           | 1      | 30  | 9   | 8   | 13  | 48 | 65  | -17 | 26 | 14.    |
| 1955/56                           | Fußball-Oberliga West           | 1      | 30  | 9   | 7   | 14  | 60 | 70  | -10 | 25 | 12.    |
| 1956/57                           | Fußball-Oberliga West           | 1      | 30  | 3   | 4   | 23  | 39 | 112 | -73 | 10 | 16.    |
| 1957/58                           | II. Division West               | 2      | 30  | ... | ... | ... | 75 | 37  | +38 | 43 | 2.     |
| 1958/59                           | Fußball-Oberliga West           | 1      | 30  | 8   | 9   | 13  | 39 | 58  | -19 | 25 | 13.    |
| 1959/60                           | Fußball-Oberliga West           | 1      | 30  | 9   | 9   | 12  | 38 | 52  | -14 | 27 | 14.    |
| 1960/61                           | Fußball-Oberliga West           | 1      | 30  | 12  | 7   | 11  | 58 | 58  | 0   | 31 | 6.     |
| 1961/62                           | Fußball-Oberliga West           | 1      | 30  | 9   | 3   | 18  | 42 | 57  | -15 | 21 | 13.    |
| 1962/63                           | Fußball-Oberliga West           | 1      | 30  | 8   | 8   | 14  | 44 | 60  | -16 | 24 | 11.    |
| 1963/64                           | Fußball-Regionalliga West       | 2      | 38  | 17  | 7   | 14  | 71 | 47  | +24 | 41 | 8.     |
| 1964/65                           | Fußball-Regionalliga West       | 2      | 34  | 23  | 6   | 5   | 92 | 39  | +53 | 52 | 1.     |
| 1965/66                           | Fußball-Bundesliga              | 1      | 34  | 9   | 11  | 14  | 57 | 68  | -11 | 29 | 13.    |
| 1966/67                           | Fußball-Bundesliga              | 1      | 34  | 12  | 10  | 12  | 70 | 49  | +21 | 34 | 8.     |
| 1967/68                           | Fußball-Bundesliga              | 1      | 34  | 15  | 12  | 7   | 77 | 45  | +32 | 42 | 3.     |
| 1968/69                           | Fußball-Bundesliga              | 1      | 34  | 13  | 11  | 10  | 61 | 46  | +15 | 37 | 3.     |
| 1969/70                           | Fußball-Bundesliga              | 1      | 34  | 23  | 5   | 6   | 71 | 29  | +42 | 51 | 1.     |
| 1970/71                           | Fußball-Bundesliga              | 1      | 34  | 20  | 10  | 4   | 77 | 35  | +42 | 50 | 1.     |
| 1971/72                           | Fußball-Bundesliga              | 1      | 34  | 18  | 7   | 9   | 82 | 40  | +42 | 43 | 3.     |
| 1972/73                           | Fußball-Bundesliga              | 1      | 34  | 17  | 5   | 12  | 82 | 61  | +21 | 39 | 5.     |
| 1973/74                           | Fußball-Bundesliga              | 1      | 34  | 21  | 6   | 7   | 93 | 52  | +41 | 48 | 2.     |
| 1974/75                           | Fußball-Bundesliga              | 1      | 34  | 21  | 8   | 5   | 86 | 40  | +46 | 50 | 1.     |
| 1975/76                           | Fußball-Bundesliga              | 1      | 34  | 16  | 13  | 5   | 66 | 37  | +29 | 45 | 1.     |
| 1976/77                           | Fußball-Bundesliga              | 1      | 34  | 17  | 10  | 7   | 58 | 34  | +24 | 44 | 1.     |
| 1977/78                           | Fußball-Bundesliga              | 1      | 34  | 20  | 8   | 6   | 86 | 44  | +42 | 48 | 2.     |
| 1978/79                           | Fußball-Bundesliga              | 1      | 34  | 12  | 8   | 14  | 50 | 53  | -3  | 32 | 10.    |
| 1979/80                           | Fußball-Bundesliga              | 1      | 34  | 12  | 12  | 10  | 61 | 60  | +1  | 36 | 7.     |
| 1980/81                           | Fußball-Bundesliga              | 1      | 34  | 15  | 7   | 12  | 68 | 64  | +4  | 37 | 6.     |
| 1981/82                           | Fußball-Bundesliga              | 1      | 34  | 15  | 10  | 9   | 61 | 51  | +10 | 40 | 7.     |
| 1982/83                           | Fußball-Bundesliga              | 1      | 34  | 12  | 4   | 10  | 64 | 63  | +1  | 28 | 12.    |
| 1983/84                           | Fußball-Bundesliga              | 1      | 34  | 21  | 6   | 7   | 81 | 48  | +33 | 48 | 3.     |
| 1984/85                           | Fußball-Bundesliga              | 1      | 34  | 15  | 9   | 10  | 77 | 53  | +24 | 39 | 4.     |
| 1985/86                           | Fußball-Bundesliga              | 1      | 34  | 15  | 12  | 7   | 65 | 51  | +14 | 42 | 4.     |
| 1986/87                           | Fußball-Bundesliga              | 1      | 34  | 18  | 7   | 9   | 74 | 44  | +30 | 43 | 3.     |
| 1987/88                           | Fußball-Bundesliga              | 1      | 34  | 14  | 5   | 15  | 55 | 53  | +2  | 33 | 7.     |
| 1988/89                           | Fußball-Bundesliga              | 1      | 34  | 12  | 14  | 8   | 44 | 43  | +1  | 38 | 6.     |
| 1989/90                           | Fußball-Bundesliga              | 1      | 34  | 11  | 8   | 15  | 37 | 45  | -8  | 30 | 15.    |
| 1990/91                           | Fußball-Bundesliga              | 1      | 34  | 9   | 17  | 8   | 49 | 54  | -5  | 35 | 9.     |
| 1991/92                           | Fußball-Bundesliga              | 1      | 38  | 10  | 14  | 14  | 37 | 49  | -12 | 34 | 13.    |
| 1992/93                           | Fußball-Bundesliga              | 1      | 34  | 13  | 9   | 12  | 59 | 59  | 0   | 35 | 9.     |
| 1993/94                           | Fußball-Bundesliga              | 1      | 34  | 14  | 7   | 13  | 65 | 59  | +6  | 35 | 10.    |
| 1994/95                           | Fußball-Bundesliga              | 1      | 34  | 17  | 9   | 8   | 66 | 41  | +25 | 43 | 5.     |
| 1995/96                           | Fußball-Bundesliga              | 1      | 34  | 15  | 8   | 11  | 52 | 51  | +1  | 53 | 4.     |
| 1996/97                           | Fußball-Bundesliga              | 1      | 34  | 12  | 7   | 15  | 46 | 48  | -2  | 43 | 11.    |
| 1997/98                           | Fußball-Bundesliga              | 1      | 34  | 9   | 11  | 14  | 54 | 59  | -5  | 38 | 15.    |
| 1998/99                           | Fußball-Bundesliga              | 1      | 34  | 4   | 9   | 21  | 41 | 79  | -38 | 21 | 18.    |
| 1999/00                           | 2. Fußball-Bundesliga           | 2      | 34  | 14  | 12  | 8   | 60 | 43  | +17 | 54 | 5.     |
| 2000/01                           | 2. Fußball-Bundesliga           | 2      | 34  | 17  | 11  | 6   | 62 | 31  | +31 | 62 | 2.     |
| 2001/02                           | Fußball-Bundesliga              | 1      | 34  | 9   | 12  | 13  | 41 | 53  | -12 | 39 | 12.    |
| 2002/03                           | Fußball-Bundesliga              | 1      | 34  | 11  | 9   | 14  | 43 | 45  | -2  | 42 | 12.    |
| 2003/04                           | Fußball-Bundesliga              | 1      | 34  | 10  | 9   | 15  | 40 | 49  | -9  | 39 | 11.    |
| 2004/05                           | Fußball-Bundesliga              | 1      | 34  | 8   | 12  | 14  | 35 | 51  | -16 | 36 | 15.    |
| 2005/06                           | Fußball-Bundesliga              | 1      | 34  | 10  | 12  | 12  | 42 | 50  | -8  | 42 | 10.    |
| 2006/07                           | Fußball-Bundesliga              | 1      | 34  | 6   | 8   | 20  | 23 | 44  | -21 | 26 | 18.    |
| 2007/08                           | 2. Fußball-Bundesliga           | 2      | 34  | 18  | 12  | 4   | 71 | 38  | +33 | 66 | 1.     |
| 2008/09                           | Fußball-Bundesliga              | 1      | 34  | 8   | 7   | 19  | 39 | 62  | -23 | 31 | 15.    |
| 2009/10                           | Fußball-Bundesliga              | 1      | 34  | 10  | 9   | 15  | 43 | 60  | -17 | 39 | 12.    |
| 2010/11                           | Fußball-Bundesliga              | 1      | 34  | 10  | 6   | 18  | 48 | 65  | -17 | 36 | 16.    |
| 2011/12                           | Fußball-Bundesliga              | 1      | 34  | 17  | 9   | 8   | 49 | 24  | +25 | 60 | 4.     |
| 2012/13                           | Fußball-Bundesliga              | 1      | 34  | 12  | 11  | 11  | 45 | 49  | -4  | 47 | 8.     |
| 2013/14                           | Fußball-Bundesliga              | 1      | 34  | 16  | 7   | 11  | 59 | 43  | +16 | 55 | 6.     |
| 2014/15                           | Fußball-Bundesliga              | 1      | 34  | 19  | 9   | 6   | 53 | 26  | +27 | 66 | 3.     |
| 2015/16                           | Fußball-Bundesliga              | 1      | 34  | 17  | 4   | 13  | 67 | 50  | +17 | 55 | 4.     |
| 2016/17                           | Fußball-Bundesliga              | 1      | 34  | 12  | 9   | 13  | 45 | 49  | -4  | 45 | 9.     |
| 2017/18                           | Fußball-Bundesliga              | 1      | 34  | 13  | 8   | 13  | 47 | 52  | -5  | 47 | 9.     |
| 2018/19                           | Fußball-Bundesliga              | 1      | 34  | 16  | 7   | 11  | 55 | 42  | +13 | 55 | 5.     |
| 2019/20                           | Fußball-Bundesliga              | 1      | 34  | 20  | 5   | 9   | 66 | 40  | +26 | 65 | 4.     |
| 2020/21                           | Fußball-Bundesliga              | 1      | 34  | 13  | 10  | 11  | 64 | 56  | +8  | 49 | 8.     |
| 2021/22                           | Fußball-Bundesliga              | 1      | 34  | 12  | 9   | 13  | 54 | 61  | -7  | 45 | 10.    |
| 2022/23                           | Fußball-Bundesliga              | 1      | 34  | 11  | 10  | 13  | 52 | 55  | -3  | 43 | 10.    |
| 2023/24                           | Fußball-Bundesliga              | 1      | 34  | 7   | 13  | 14  | 56 | 67  | -11 | 34 | 14.    |
| 2024/25                           | Fußball-Bundesliga              | 1      | 34  | 13  | 6   | 15  | 55 | 57  | -2  | 45 | 10.    |

## Účast v evropských pohárech
| Ročník  | Soutěž                       | Kolo               | Klub                          | Doma | Venku | Celkem         |
| ------- | ---------------------------- | ------------------ | ----------------------------- | ---- | ----- | -------------- |
| 1960/61 | Pohár vítězů pohárů          | Čtvrtfinále        | Rangers FC                    | 0:3  | 0:8   | 0:11           |
| 1970/71 | Pohár mistrů evropských zemí | 1. kolo            | EPA Larnaca FC                | 10:0 | 6:0   | 16:0           |
| 1970/71 | Pohár mistrů evropských zemí | 2. kolo            | Everton FC                    | 1:1  | 1:1   | 2:2 (3:4 pen.) |
| 1971/72 | Pohár mistrů evropských zemí | 1. kolo            | Cork Hibernians FC            | 2:1  | 5:0   | 7:1            |
| 1971/72 | Pohár mistrů evropských zemí | 2. kolo            | FC Internazionale Milano      | 0:0  | 2:4   | 2:4            |
| 1972/73 | Pohár UEFA                   | 1. kolo            | Aberdeen FC                   | 6:3  | 3:2   | 9:5            |
| 1972/73 | Pohár UEFA                   | 2. kolo            | Hvidovre IF                   | 3:0  | 3:1   | 6:1            |
| 1972/73 | Pohár UEFA                   | 3. kolo            | 1. FC Köln                    | 5:0  | 0:0   | 5:0            |
| 1972/73 | Pohár UEFA                   | Čtvrtfinále        | 1. FC Kaiserslautern          | 7:1  | 2:1   | 9:2            |
| 1972/73 | Pohár UEFA                   | Semifinále         | FC Twente                     | 3:0  | 2:1   | 5:1            |
| 1972/73 | Pohár UEFA                   | Finále             | Liverpool FC                  | 2:0  | 0:3   | 2:3            |
| 1973/74 | Pohár vítězů pohárů          | 1. kolo            | Íþróttabandalag Vestmannaeyja | 9:1  | 7:0   | 16:1           |
| 1973/74 | Pohár vítězů pohárů          | 2. kolo            | Rangers FC                    | 3:0  | 2:3   | 5:3            |
| 1973/74 | Pohár vítězů pohárů          | Čtvrtfinále        | Glentoran FC                  | 5:0  | 2:0   | 7:0            |
| 1973/74 | Pohár vítězů pohárů          | Semifinále         | AC Milan                      | 1:0  | 0:2   | 1:2            |
| 1974/75 | Pohár UEFA                   | 1. kolo            | FC Wacker Innsbruck           | 3:0  | 1:2   | 4:2            |
| 1974/75 | Pohár UEFA                   | 2. kolo            | Olympique Lyon                | 1:0  | 5:2   | 6:2            |
| 1974/75 | Pohár UEFA                   | 3. kolo            | Real Zaragoza                 | 5:0  | 4:2   | 9:2            |
| 1974/75 | Pohár UEFA                   | Čtvrtfinále        | Baník Ostrava                 | 3:1  | 1:0   | 4:1            |
| 1974/75 | Pohár UEFA                   | Semifinále         | 1. FC Köln                    | 1:0  | 3:1   | 4:1            |
| 1974/75 | Pohár UEFA                   | Finále             | FC Twente                     | 0:0  | 5:1   | 5:1            |
| 1975/76 | Pohár mistrů evropských zemí | 1. kolo            | FC Wacker Innsbruck           | 1:1  | 6:1   | 7:2            |
| 1975/76 | Pohár mistrů evropských zemí | 2. kolo            | Juventus FC                   | 2:0  | 2:2   | 4:2            |
| 1975/76 | Pohár mistrů evropských zemí | Čtvrtfinále        | Real Madrid                   | 2:2  | 1:1   | 3:3 (v)        |
| 1976/77 | Pohár mistrů evropských zemí | 1. kolo            | FK Austria Wien               | 3:0  | 0:1   | 3:1            |
| 1976/77 | Pohár mistrů evropských zemí | 2. kolo            | Torino FC                     | 0:0  | 2:1   | 2:1            |
| 1976/77 | Pohár mistrů evropských zemí | Čtvrtfinále        | Club Brugge KV                | 2:2  | 1:0   | 3:2            |
| 1976/77 | Pohár mistrů evropských zemí | Semifinále         | FK Dynamo Kyjev               | 2:0  | 0:1   | 2:1            |
| 1976/77 | Pohár mistrů evropských zemí | Finále             | Liverpool FC                  | 1:3  | 1:3   | 1:3            |
| 1977    | Interkontinentální pohár     | Finále             | Boca Juniors                  | 0:3  | 2:2   | 2:5            |
| 1977/78 | Pohár mistrů evropských zemí | 1. kolo            | Vasas SC                      | 1:1  | 3:0   | 4:1            |
| 1977/78 | Pohár mistrů evropských zemí | 2. kolo            | FK Crvena zvezda              | 5:1  | 3:0   | 8:1            |
| 1977/78 | Pohár mistrů evropských zemí | Čtvrtfinále        | FC Wacker Innsbruck           | 2:0  | 1:3   | 3:3 (v)        |
| 1977/78 | Pohár mistrů evropských zemí | Semifinále         | Liverpool FC                  | 2:1  | 0:3   | 2:4            |
| 1978/79 | Pohár UEFA                   | 1. kolo            | SK Sturm Graz                 | 5:1  | 2:1   | 7:2            |
| 1978/79 | Pohár UEFA                   | 2. kolo            | SL Benfica                    | 2:0  | 0:0   | 2:0            |
| 1978/79 | Pohár UEFA                   | 3. kolo            | Śląsk Wrocław                 | 1:1  | 4:2   | 5:3            |
| 1978/79 | Pohár UEFA                   | Čtvrtfinále        | Manchester City FC            | 3:1  | 1:1   | 4:2            |
| 1978/79 | Pohár UEFA                   | Semifinále         | MSV Duisburg                  | 4:1  | 2:2   | 6:3            |
| 1978/79 | Pohár UEFA                   | Finále             | FK Crvena zvezda              | 1:0  | 1:1   | 2:1            |
| 1979/80 | Pohár UEFA                   | 1. kolo            | Viking FK                     | 3:0  | 1:1   | 4:1            |
| 1979/80 | Pohár UEFA                   | 2. kolo            | FC Internazionale Milano      | 1:1  | 3:2   | 4:3            |
| 1979/80 | Pohár UEFA                   | 3. kolo            | FC Universitatea Craiova      | 2:0  | 0:1   | 2:1            |
| 1979/80 | Pohár UEFA                   | Čtvrtfinále        | AS Saint-Étienne              | 2:0  | 4:1   | 6:1            |
| 1979/80 | Pohár UEFA                   | Semifinále         | VfB Stuttgart                 | 2:0  | 1:2   | 3:2            |
| 1979/80 | Pohár UEFA                   | Finále             | Eintracht Frankfurt           | 3:2  | 0:1   | 3:3 (v)        |
| 1981/82 | Pohár UEFA                   | 1. kolo            | 1. FC Magdeburg               | 2:0  | 1:3   | 3:3 (v)        |
| 1981/82 | Pohár UEFA                   | 2. kolo            | Dundee United FC              | 2:0  | 0:5   | 2:5            |
| 1984/85 | Pohár UEFA                   | 1. kolo            | Dukla Banská Bystrica         | 4:1  | 3:2   | 7:3            |
| 1984/85 | Pohár UEFA                   | 2. kolo            | Widzew Łódź                   | 3:2  | 0:1   | 3:3 (v)        |
| 1985/86 | Pohár UEFA                   | 1. kolo            | Lech Poznań                   | 1:1  | 2:0   | 3:1            |
| 1985/86 | Pohár UEFA                   | 2. kolo            | Sparta Rotterdam              | 5:1  | 1:1   | 6:2            |
| 1985/86 | Pohár UEFA                   | 3. kolo            | Real Madrid                   | 5:1  | 0:4   | 5:5 (v)        |
| 1986/87 | Pohár UEFA                   | 1. kolo            | FK Partizan                   | 1:0  | 3:1   | 4:1            |
| 1986/87 | Pohár UEFA                   | 2. kolo            | Feyenoord                     | 5:1  | 2:0   | 7:1            |
| 1986/87 | Pohár UEFA                   | 3. kolo            | Rangers FC                    | 0:0  | 1:1   | 1:1 (v)        |
| 1986/87 | Pohár UEFA                   | Čtvrtfinále        | Vitória SC                    | 3:0  | 2:2   | 5:2            |
| 1986/87 | Pohár UEFA                   | Semifinále         | Dundee United FC              | 0:2  | 0:0   | 0:2            |
| 1987/88 | Pohár UEFA                   | 1. kolo            | RCD Espanyol                  | 0:1  | 1:4   | 1:5            |
| 1995/96 | Pohár vítězů pohárů          | 1. kolo            | FK Sileks Kratovo             | 3:0  | 3:2   | 6:2            |
| 1995/96 | Pohár vítězů pohárů          | 2. kolo            | AEK Athény                    | 4:1  | 1:0   | 5:1            |
| 1995/96 | Pohár vítězů pohárů          | Čtvrtfinále        | Feyenoord                     | 2:2  | 0:1   | 2:3            |
| 1996/97 | Pohár UEFA                   | 1. kolo            | Arsenal FC                    | 3:2  | 3:2   | 6:4            |
| 1996/97 | Pohár UEFA                   | 2. kolo            | AS Monaco FC                  | 2:4  | 1:0   | 3:4            |
| 2012/13 | Liga mistrů UEFA             | 4. předkolo        | FK Dynamo Kyjev               | 1:3  | 2:1   | 3:4            |
| 2012/13 | Evropská liga UEFA           | Základní skupina C | AEL Limassol                  | 2:0  | 0:0   | 2. místo       |
| 2012/13 | Evropská liga UEFA           | Základní skupina C | Fenerbahçe SK                 | 2:4  | 3:0   | 2. místo       |
| 2012/13 | Evropská liga UEFA           | Základní skupina C | Olympique de Marseille        | 2:0  | 2:2   | 2. místo       |
| 2012/13 | Evropská liga UEFA           | Šestnáctifinále    | SS Lazio                      | 3:3  | 0:2   | 3:5            |
| 2014/15 | Evropská liga UEFA           | 4. předkolo        | FK Sarajevo                   | 7:0  | 3:2   | 10:2           |
| 2014/15 | Evropská liga UEFA           | Základní skupina A | Villarreal CF                 | 1:1  | 2:2   | 1. místo       |
| 2014/15 | Evropská liga UEFA           | Základní skupina A | FC Zürich                     | 3:0  | 1:1   | 1. místo       |
| 2014/15 | Evropská liga UEFA           | Základní skupina A | Apollon Limassol              | 5:0  | 2:0   | 1. místo       |
| 2014/15 | Evropská liga UEFA           | Šestnáctifinále    | Sevilla FC                    | 2:3  | 0:1   | 2:4            |
| 2015/16 | Liga mistrů UEFA             | Základní skupina D | Sevilla FC                    | 4:2  | 0:3   | 4. místo       |
| 2015/16 | Liga mistrů UEFA             | Základní skupina D | Manchester City FC            | 1:2  | 2:4   | 4. místo       |
| 2015/16 | Liga mistrů UEFA             | Základní skupina D | Juventus FC                   | 1:1  | 0:0   | 4. místo       |
| 2016/17 | Liga mistrů UEFA             | 4. předkolo        | BSC Young Boys                | 6:1  | 3:1   | 9:2            |
| 2016/17 | Liga mistrů UEFA             | Základní skupina C | Manchester City FC            | 1:1  | 0:4   | 3. místo       |
| 2016/17 | Liga mistrů UEFA             | Základní skupina C | FC Barcelona                  | 1:2  | 0:4   | 3. místo       |
| 2016/17 | Liga mistrů UEFA             | Základní skupina C | Celtic FC                     | 1:1  | 2:0   | 3. místo       |
| 2016/17 | Evropská liga UEFA           | Šestnáctifinále    | ACF Fiorentina                | 0:1  | 4:2   | 4:3            |
| 2016/17 | Evropská liga UEFA           | Osmifinále         | FC Schalke 04                 | 2:2  | 1:1   | 3:3 (v)        |
| 2019/20 | Evropská liga UEFA           | Základní skupina J | Wolfsberger AC                |      |       | –. místo       |
| 2019/20 | Evropská liga UEFA           | Základní skupina J | İstanbul Başakşehir FK        |      |       | –. místo       |
| 2019/20 | Evropská liga UEFA           | Základní skupina J | AS Roma                       |      |       | –. místo       |

## Borussia Mönchengladbach II
Borussia Mönchengladbach II, dříve znám také pod názvem Borussia Mönchengladbach Amateure, je rezervním týmem Mönchengladbachu. Největšího úspěchu dosáhl v sezóně 2006/07, kdy se v Regionallize (tehdejší 3. nejvyšší soutěž) umístil na 16. místě.

### Umístění v jednotlivých sezonách
Stručný přehled
Zdroj:
- 1980–1997: Verbandsliga Niederrhein
- 1997–2006: Fußball-Oberliga Nordrhein
- 2006–2007: Fußball-Regionalliga Nord
- 2007–2008: Fußball-Oberliga Nordrhein
- 2008– : Fußball-Regionalliga West

Jednotlivé ročníky
Zdroj:
Legenda: Z – zápasy, V – výhry, R – remízy, P – porážky, VG – vstřelené góly, OG – obdržené góly, +/- – rozdíl skóre, B – body, červené podbarvení – sestup, zelené podbarvení – postup, fialové podbarvení – reorganizace, změna skupiny či soutěže
| Německo (1980 –) |                            |        |    |     |     |     |    |    |     |     |        |
| Sezóny           | Liga                       | Úroveň | Z  | V   | R   | P   | VG | OG | B   | +/- | Pozice |
| 1980/81          | Verbandsliga Niederrhein   | 4      | 30 | ... | ... | ... | 78 | 42 | +36 | 39  | 3.     |
| 1981/82          | Verbandsliga Niederrhein   | 4      | 30 | ... | ... | ... | 59 | 69 | -10 | 25  | 12.    |
| 1982/83          | Verbandsliga Niederrhein   | 4      | 30 | ... | ... | ... | 44 | 48 | -4  | 29  | 10.    |
| 1983/84          | Verbandsliga Niederrhein   | 4      | 30 | ... | ... | ... | 48 | 54 | -6  | 27  | 9.     |
| 1984/85          | Verbandsliga Niederrhein   | 4      | 32 | ... | ... | ... | 70 | 45 | +25 | 41  | 3.     |
| 1985/86          | Verbandsliga Niederrhein   | 4      | 34 | ... | ... | ... | 70 | 67 | +3  | 32  | 9.     |
| 1986/87          | Verbandsliga Niederrhein   | 4      | 30 | ... | ... | ... | 42 | 57 | -15 | 25  | 13.    |
| 1987/88          | Verbandsliga Niederrhein   | 4      | 28 | ... | ... | ... | 54 | 35 | +19 | 33  | 3.     |
| 1988/89          | Verbandsliga Niederrhein   | 4      | 30 | ... | ... | ... | 48 | 36 | +12 | 37  | 4.     |
| 1989/90          | Verbandsliga Niederrhein   | 4      | 34 | ... | ... | ... | 67 | 46 | +21 | 44  | 3.     |
| 1990/91          | Verbandsliga Niederrhein   | 4      | 32 | ... | ... | ... | 70 | 63 | +7  | 37  | 3.     |
| 1991/92          | Verbandsliga Niederrhein   | 4      | 30 | ... | ... | ... | 74 | 49 | +25 | 34  | 6.     |
| 1992/93          | Verbandsliga Niederrhein   | 4      | 30 | ... | ... | ... | 45 | 54 | -9  | 25  | 12.    |
| 1993/94          | Verbandsliga Niederrhein   | 4      | 32 | ... | ... | ... | 59 | 38 | +21 | 36  | 6.     |
| 1994/95          | Verbandsliga Niederrhein   | 5      | 30 | ... | ... | ... | 79 | 29 | +50 | 45  | 3.     |
| 1995/96          | Verbandsliga Niederrhein   | 5      | 32 | ... | ... | ... | 92 | 37 | +55 | 64  | 4.     |
| 1996/97          | Verbandsliga Niederrhein   | 5      | 30 | ... | ... | ... | 75 | 29 | +46 | 65  | 1.     |
| 1997/98          | Fußball-Oberliga Nordrhein | 4      | 30 | 13  | 14  | 3   | 40 | 23 | +17 | 53  | 4.     |
| 1998/99          | Fußball-Oberliga Nordrhein | 4      | 30 | 13  | 7   | 10  | 49 | 35 | +14 | 46  | 7.     |
| 1999/00          | Fußball-Oberliga Nordrhein | 4      | 30 | 14  | 11  | 5   | 56 | 31 | +25 | 53  | 3.     |
| 2000/01          | Fußball-Oberliga Nordrhein | 4      | 34 | 13  | 9   | 12  | 54 | 44 | +10 | 48  | 8.     |
| 2001/02          | Fußball-Oberliga Nordrhein | 4      | 34 | 17  | 3   | 14  | 61 | 43 | +18 | 54  | 6.     |
| 2002/03          | Fußball-Oberliga Nordrhein | 4      | 32 | 19  | 6   | 7   | 65 | 22 | +43 | 63  | 2.     |
| 2003/04          | Fußball-Oberliga Nordrhein | 4      | 34 | 19  | 5   | 10  | 72 | 44 | +28 | 62  | 3.     |
| 2004/05          | Fußball-Oberliga Nordrhein | 4      | 32 | 19  | 8   | 5   | 76 | 25 | +51 | 65  | 2.     |
| 2005/06          | Fußball-Oberliga Nordrhein | 4      | 32 | 21  | 5   | 6   | 82 | 38 | +44 | 68  | 1.     |
| 2006/07          | Fußball-Regionalliga Nord  | 3      | 36 | 9   | 8   | 19  | 45 | 62 | -17 | 35  | 16.    |
| 2007/08          | Fußball-Oberliga Nordrhein | 4      | 34 | 21  | 5   | 8   | 86 | 47 | +39 | 68  | 1.     |
| 2008/09          | Fußball-Regionalliga West  | 4      | 34 | 14  | 9   | 11  | 50 | 49 | +1  | 51  | 6.     |
| 2009/10          | Fußball-Regionalliga West  | 4      | 34 | 11  | 7   | 16  | 37 | 53 | -16 | 40  | 16.    |
| 2010/11          | Fußball-Regionalliga West  | 4      | 34 | 16  | 11  | 7   | 53 | 41 | +12 | 59  | 5.     |
| 2011/12          | Fußball-Regionalliga West  | 4      | 36 | 21  | 6   | 9   | 67 | 45 | +22 | 69  | 3.     |
| 2012/13          | Fußball-Regionalliga West  | 4      | 38 | 17  | 6   | 15  | 56 | 50 | +6  | 57  | 7.     |
| 2013/14          | Fußball-Regionalliga West  | 4      | 36 | 14  | 13  | 9   | 55 | 42 | +13 | 55  | 7.     |
| 2014/15          | Fußball-Regionalliga West  | 4      | 34 | 21  | 6   | 7   | 77 | 43 | +34 | 69  | 1.     |
| 2015/16          | Fußball-Regionalliga West  | 4      | 36 | 19  | 11  | 6   | 80 | 46 | +34 | 68  | 2.     |
| 2016/17          | Fußball-Regionalliga West  | 4      | 34 | 17  | 11  | 6   | 71 | 42 | +29 | 62  | 3.     |
| 2017/18          | Fußball-Regionalliga West  | 4      | 34 | 11  | 10  | 13  | 49 | 49 | 0   | 43  | 12.    |
| 2018/19          | Fußball-Regionalliga West  | 4      | 34 |     |     |     |    |    |     |     |        |